# Copa do Brasil 2015
Copa do Brasil 2015 är 2015 års säsong av den brasilianska fotbollsturneringen Copa do Brasil som spelas mellan den 8 februari och 25 november under 2015. Alla lag kvalificerar sig för Copa do Brasil genom sina resultat i de regionala delstatsmästerskapen eller, om de inte kvalificerar sig på så sätt, genom sin CBF-ranking. De sex lagen som deltar i Copa Libertadores 2015 går direkt in i åttondelsfinalerna. Totalt för 2015 års säsong deltar 87 lag och turneringen består av utslagsmöten. Vinnaren kvalificerar sig för Copa Libertadores 2016. Copa do Brasil kvalificerar även lag till Copa Sudamericana 2015, nämligen de sex bäst rankade lag som åkte ut innan eller i den tredje omgången, som inte på annat sätt kvalificerat sig för Copa Sudamericana 2015 eller deltagit i Copa Libertadores 2015.

## Kvalomgång
Den första matchen spelades den 8 februari och den andra matchen den 22 februari 2015.
| Lag 1         | Tot. resultat | Lag 2            | 1:a matchen | 2:a matchen | Bortamål | Straffar |
| ------------- | ------------- | ---------------- | ----------- | ----------- | -------- | -------- |
| Real Noroeste | 4–2           | Atlético Acreano | 1–0         | 3–2         | —        | —        |

## Inledande omgångar

### Första omgången
Den första omgången spelades mellan den 25 februari och 30 april 2015. Varje omgång bestod av dubbelmöten, men om bortalaget vann den första matchen med två eller fler mål, spelades ingen returmatch, utan bortalaget gick istället vidare till nästa omgång. Det lag som står listat först var bortalag i den första matchen (och hemmalag i den eventuella andra matchen). De högst rankade lagen började med att spela borta.
| Lag 1               | Tot. resultat | Lag 2                | 1:a matchen | 2:a matchen | Bortamål | Straffar |
| ------------------- | ------------- | -------------------- | ----------- | ----------- | -------- | -------- |
| Palmeiras           | 4–1           | Vitória da Conquista | 4–1         | —           | —        | —        |
| Sampaio Corrêa      | 6–4           | Estrela do Norte     | 2–3         | 4–1         | —        | —        |
| Vitória             | 3–2           | Anapolina            | 2–1         | 1–1         | —        | —        |
| ASA                 | 3–1           | São Raimundo (RR)    | 3–1         | —           | —        | —        |
| Botafogo            | 6–4           | Botafogo (PB)        | 2–2         | 4–2         | —        | —        |
| Caxias              | 0–3           | Capivariano          | 0–3         | 0–0         | —        | —        |
| Figueirense         | 4–3           | Princesa do Solimões | 2–2         | 2–1         | —        | —        |
| Avaí                | 3–1           | Operário             | 0–0         | 3–1         | —        | —        |
| Santos              | 2–0           | Londrina             | 1–0         | 1–0         | —        | —        |
| Madureira           | 3–3 (b)       | Maringá              | 0–2         | 3–1         | 0–1      | —        |
| Sport               | 6–2           | CENE                 | 2–1         | 4–1         | —        | —        |
| Chapecoense         | 5–2           | Interporto           | 5–2         | —           | —        | —        |
| Flamengo            | 4–1           | Brasil de Pelotas    | 2–1         | 2–0         | —        | —        |
| Salgueiro           | 5–1           | Plauí                | 5–1         | —           | —        | —        |
| Náutico             | 3–0           | Brasília             | 1–0         | 2–0         | —        | —        |
| Paraná              | 1–1 (s)       | Jacuipense           | 1–0         | 0–1         | 1–1      | 4–5      |
| Goiás               | 2–0           | Santo André          | 1–0         | 1–0         | —        | —        |
| Icasa               | 2–5           | Independente         | 0–5         | 2–0         | —        | —        |
| Portuguesa          | 3–1           | Santos (AP)          | 3–1         | —           | —        | —        |
| Joinville           | 1–3           | Ituano               | 0–3         | 1–0         | —        | —        |
| Coritiba            | 3–0           | Vila Nova            | 3–0         | —           | —        | —        |
| Fortaleza           | 3–1           | Ríver                | 1–0         | 2–1         | —        | —        |
| Ponte Preta         | 4–1           | Vilhena              | 1–1         | 3–0         | —        | —        |
| Boa                 | 2–2 (s)       | Moto Club            | 1–1         | 1–1         | 1–1      | 3–4      |
| Vasco da Gama       | 5–3           | Rio Branco           | 2–1         | 3–2         | —        | —        |
| Cuiabá              | 4–3           | Murici               | 2–3         | 2–0         | —        | —        |
| Atlético Goianiense | 3–1           | Coruripe             | 1–1         | 2–0         | —        | —        |
| América de Natal    | 5–1           | Globo                | 5–1         | —           | —        | —        |
| Atlético Paranaense | 2–2 (s)       | Remo                 | 1–1         | 1–1         | 1–1      | 5–4      |
| Tupi                | 2–0           | Alecrim              | 2–0         | —           | —        | —        |
| Ceará               | 1–0           | Confiança            | 0–0         | 1–0         | —        | —        |
| América Mineiro     | 3–0           | Luziânia             | 3–0         | —           | —        | —        |
| Grêmio              | 4–1           | Campinense           | 2–1         | 2–0         | —        | —        |
| CRB                 | 3–1           | Amadense             | 2–1         | 1–0         | —        | —        |
| Criciúma            | 4–1           | Real Noroeste        | 4–1         | —           | —        | —        |
| Bragantino          | 2–2 (b)       | Lajeadense           | 1–2         | 1–0         | 1–0      | —        |
| Bahia               | 3–2           | Nacional             | 0–0         | 3–2         | —        | —        |
| Luverdense          | 2–1           | Cabofriense          | 1–1         | 1–0         | —        | —        |
| ABC                 | 3–0           | Boavista             | 1–0         | 2–0         | —        | —        |
| Paysandu            | 4–2           | Águia Negra          | 2–2         | 2–0         | —        | —        |

### Andra omgången
Den andra omgången spelades mellan den 22 april och 20 maj 2015. Varje omgång bestod av dubbelmöten, men om bortalaget vann den första matchen med två eller fler mål, spelades ingen returmatch, utan bortalaget gick istället vidare till nästa omgång. Det lag som står listat först var bortalag i den första matchen (och hemmalag i den eventuella andra matchen). De högst rankade lagen började med att spela borta.
| Lag 1               | Tot. resultat | Lag 2            | 1:a matchen | 2:a matchen | Bortamål | Straffar |
| ------------------- | ------------- | ---------------- | ----------- | ----------- | -------- | -------- |
| Palmeiras           | 6–2           | Sampaio Corrêa   | 1–1         | 5–1         | —        | —        |
| Vitória             | 3–3 (b)       | ASA              | 1–1         | 2–2         | 1–2      | —        |
| Botafogo            | 5–1           | Capivariano      | 2–1         | 3–0         | —        | —        |
| Figueirense         | 2–1           | Avaí             | 0–1         | 2–0         | —        | —        |
| Santos              | 3–2           | Maringá          | 2–2         | 1–0         | —        | —        |
| Sport               | 2–2 (s)       | Chapecoense      | 0–2         | 2–0         | 0–0      | 4–2      |
| Flamengo            | 2–0           | Salgueiro        | 2–0         | —           | —        | —        |
| Náutico             | 2–0           | Jacuipense       | 2–0         | —           | —        | —        |
| Goiás               | 3–1           | Independente     | 0–1         | 3–0         | —        | —        |
| Portuguesa          | 2–3           | Ituano           | 1–1         | 1–2         | —        | —        |
| Coritiba            | 3–3 (s)       | Fortaleza        | 1–2         | 2–1         | 1–1      | 11–10    |
| Ponte Preta         | 6–2           | Moto Club        | 2–1         | 4–1         | —        | —        |
| Vasco da Gama       | 1–1 (b)       | Cuiabá           | 1–1         | 0–0         | 1–0      | —        |
| Atlético Goianiense | 3–4           | América de Natal | 2–4         | 1–0         | —        | —        |
| Atlético Paranaense | 2–2 (b)       | Tupi             | 0–1         | 2–1         | 0–1      | —        |
| Ceará               | 4–1           | América Mineiro  | 1–1         | 3–0         | —        | —        |
| Grêmio              | 3–1           | CRB              | 3–1         | —           | —        | —        |
| Criciúma            | 3–0           | Bragantino       | 3–0         | —           | —        | —        |
| Bahia               | 3–1           | Luverdense       | 0–0         | 3–1         | —        | —        |
| ABC                 | 1–3           | Paysandu         | 0–1         | 1–2         | —        | —        |

### Tredje omgången
Den tredje omgången spelades mellan den 20 maj och 22 juli 2015. Varje omgång bestod av dubbelmöten, men till skillnad från de tidigare omgångarna, gick ett lag inte vidare om de vann den första matchen på bortaplan med två mål eller fler. Det lag som står listat först var bortalag i den första matchen (och hemmalag i den eventuella andra matchen). De högst rankade lagen började med att spela borta.
| Lag 1            | Tot. resultat | Lag 2         | 1:a matchen | 2:a matchen | Bortamål | Straffar |
| ---------------- | ------------- | ------------- | ----------- | ----------- | -------- | -------- |
| ASA              | 0–1           | Palmeiras     | 0–0         | 0–1         | —        | —        |
| Botafogo         | 2–3           | Figueirense   | 2–2         | 0–1         | —        | —        |
| Santos           | 4–3           | Sport         | 1–2         | 3–1         | —        | —        |
| Náutico          | 1–3           | Flamengo      | 1–1         | 0–2         | —        | —        |
| Goiás            | 3–3 (b)       | Ituano        | 0–2         | 3–1         | 0–1      | —        |
| Ponte Preta      | 3–3 (s)       | Coritiba      | 1–2         | 2–1         | 1–1      | 1–3      |
| América de Natal | 3–6           | Vasco da Gama | 1–3         | 2–3         | —        | —        |
| Tupi             | 1–2           | Ceará         | 0–0         | 1–2         | —        | —        |
| Criciúma         | 1–1 (s)       | Grêmio        | 1–0         | 0–1         | 1–1      | 3–4      |
| Bahia            | 2–3           | Paysandu      | 0–3         | 2–0         | —        | —        |

## Slutspel

### Åttondelsfinaler
| Lag 1         | Tot. resultat | Lag 2            | 1:a matchen | 2:a matchen | Bortamål | Straffar |
| ------------- | ------------- | ---------------- | ----------- | ----------- | -------- | -------- |
| Ituano        | 1–4           | Internacional    | 0–2         | 1–2         | —        | —        |
| Ceará         | 2–4           | São Paulo        | 2–1         | 0–3         | —        | —        |
| Cruzeiro      | 3–5           | Palmeiras        | 1–2         | 2–3         | —        | —        |
| Vasco da Gama | 2–1           | Flamengo         | 1–0         | 1–1         | —        | —        |
| Paysandu      | 2–4           | Fluminense       | 1–2         | 1–2         | —        | —        |
| Grêmio        | 4–1           | Coritiba         | 1–0         | 3–1         | —        | —        |
| Figueirense   | 3–2           | Atlético Mineiro | 1–1         | 2–1         | —        | —        |
| Corinthians   | 1–4           | Santos           | 0–2         | 1–2         | —        | —        |

### Kvartsfinaler
| Lag 1         | Tot. resultat | Lag 2         | 1:a matchen | 2:a matchen | Bortamål | Straffar |
| ------------- | ------------- | ------------- | ----------- | ----------- | -------- | -------- |
| Vasco da Gama | 1–4           | São Paulo     | 0–3         | 1–1         | —        | —        |
| Santos        | 4–2           | Figueirense   | 1–0         | 3–2         | —        | —        |
| Palmeiras     | 4–3           | Internacional | 1–1         | 3–2         | —        | —        |
| Grêmio        | 1–1 (b)       | Fluminense    | 0–0         | 1–1         | 0–1      | —        |

### Semifinaler
| Lag 1     | Tot. resultat | Lag 2      | 1:a matchen | 2:a matchen | Bortamål | Straffar |
| --------- | ------------- | ---------- | ----------- | ----------- | -------- | -------- |
| Santos    | 6–2           | São Paulo  | 3–1         | 3–1         | —        | —        |
| Palmeiras | 3–3 (s)       | Fluminense | 1–2         | 2–1         | 1–1      | 4–1      |

### Finaler
| Lag 1  | Tot. resultat | Lag 2     | 1:a matchen | 2:a matchen | Straffar |
| ------ | ------------- | --------- | ----------- | ----------- | -------- |
| Santos | 2–2 (s)       | Palmeiras | 1–0         | 1–2         | 3–4      |